# WAXQ
WAXQ est une station de radio américaine diffusant ses programmes en FM (104,3 MHz) sur New York. Son format est Classic Rock. 
Cette station a commencé ses émissions en 1956 sous le nom de WNCN. C'est alors une station diffusant de la musique classique. Nouveau format à partir de décembre 1993 avec une option hard rock et l'adoption du nom WAXQ. Le format devient Classic Rock le 1er juillet 1996.